# Rolf Thomsen
Rolf Thomsen (* 6. Mai 1915 in Berlin; † 26. März 2003 in Bonn) war ein deutscher Flottillenadmiral der Bundesmarine.

## Leben

### Kriegsmarine/Luftwaffe
Thomsen trat am 1. April 1936 als Seeoffizieranwärter in die Kriegsmarine ein. Seine infanteristische Grundausbildung erfolgte bei der II. Schiffsstammabteilung der Ostsee in Stralsund. Unmittelbar im Anschluss daran begann er seine praktische Bordausbildung an Bord des Linienschiffes Schleswig-Holstein und des Minensuchboots M 89. In der Zwischenzeit absolvierte Thomsen mehrere Waffen- und Spezialkurse und einen Fähnrichslehrgang an der Marineschule Mürwik. Am 1. Mai 1937 erfolgte seine Beförderung zum Fähnrich zur See.
Vom 1. Oktober 1938 bis 30. August 1939 absolvierte Thomsen, inzwischen mit Wirkung zum 1. Juli 1938 zum Oberfähnrich zur See ernannt, in der Fliegerwaffenschule Bug auf Rügen eine Ausbildung zum Seeflieger. Am 1. Oktober 1938 wurde er zum Leutnant zur See befördert. Mit Beginn des Zweiten Weltkrieges am 1. September 1939 wurde Thomsen Flugzeugbeobachter der Küstenfliegerstaffel 1./106 und nahm in dieser Funktion an Feindflügen gegen England und an der Besetzung Norwegens teil. Bei einem dieser Flüge wurde er durch Feindfeuer leicht verwundet. Zwischendurch nahm Thomsen ab dem 1. Oktober 1939 auch die Funktion des 1. Admiralstabsoffiziers beim Führer der Luft in Wilhelmshaven-Sengwarden wahr. In dieser Funktion wurde er auch am 1. Oktober 1940 zum Oberleutnant zur See ernannt.
Im Balkanfeldzug wurde Thomsen am 1. April 1941 stellvertretender Kommandeur und 1. Admiralstabsoffizier bei der Küstenfliegergruppe 125 der Luftflotte 1. Nach dem Überfall auf die Sowjetunion weitete sich das Operationsgebiet dieser Küstenfliegergruppe bis zur Krim aus. In dieser Zeit erlebte Thomsen die Schlacht um Sewastopol und das Erstarren der Fronten in der Winterkrise 1941/1942. Zum 1. April 1942 wurde Thomsen nach Norwegen versetzt und dort Bevollmächtigter für die Lufttorpedowaffe. Unter seiner Führung wurden Teile des Kampfgeschwaders 26 zum Torpedo-Geschwader umgebildet. In dieser Funktion, wurde Thomsen am 1. Juli 1942 zum Hauptmann der Luftwaffe befördert.
Am 1. März 1943 wurde Thomsen von der Luftwaffe zur Marine zurückversetzt und gleichzeitig zum Kapitänleutnant ernannt. Ab dem 1. April 1943 absolvierte er eine Unterseebootausbildung in Norwegen mit ab dem 27. Januar 1944 anschließender Bootsausbildung, um ab September 1944 Kommandant von U 1202 zu werden. Mit U 1202 ging Thomsen auf zwei Feindfahrten.
Die erste vom 30. Oktober 1944 bis 1. Januar 1945 brachte keine Versenkungen mit sich. Für seine bisher erreichten Leistungen in der Kriegsmarine und der Luftwaffe wurde Thomsen am 4. Januar 1945 das Ritterkreuz des Eisernen Kreuzes verliehen. Auf seiner zweiten und letzten Feindfahrt vom 3. März bis 26. April 1945 konnte U 1202 ein Schiff mit 7.146 BRT versenken. Am 29. April 1945 erhielt er das Eichenlaub zum Ritterkreuz des Eisernen Kreuzes. Vom 26. April 1945 bis 2. Juni 1945 fungierte Thomsen als Leiter des U-Bootstützpunkts in Bergen. Anschließend wurde er vom 3. Juni 1945 bis 9. Februar 1946 in einem britischen Kriegsgefangenenlager bei Bergen interniert.

### Bundeswehr
Thomsen trat am 1. Juni 1952 als Marinereferent in das Amt Blank ein und wurde Angehöriger der ständigen Delegation des Interimsausschusses der Europäischen Verteidigungsgemeinschaft. 1954 war er Leiter des Referats Ausrüstung Bodenorganisation, Ausbildung, Versorgung der Marinefliegerverbände in der Gruppe Marine (II/Pl/M). 1955 wurde er einer der ersten Soldaten der neu gegründeten Bundeswehr und erhielt am 9. November 1955 die Ernennung zum Korvettenkapitän. Nach kurzer Tätigkeit als Hilfsreferent für Marinefliegerfragen im Bundesministerium für Verteidigung in Bonn wurde er am 2. Januar 1956 als Referent der Marine im SHAPE mit Sitz in Paris versetzt, wo er im Stab des Deutschen Militärischen Vertreters diente und am 21. März 1957 zum Fregattenkapitän befördert wurde. Im Anschluss an seine Tätigkeit in Paris kehrte Thomsen nach Deutschland zurück und wechselte in das Marineabschnittskommando Ostsee.
Vom 1. Januar 1961 bis 1. Oktober 1963 war Thomsen zunächst wieder Hilfsreferent im Bundesministerium der Verteidigung, wurde anschließend Stabsoffizier beim Chef des Stabes des Führungsstabes der Bundeswehr, um danach Adjutant des Bundesverteidigungsministers Kai-Uwe von Hassel zu werden. Am 6. Januar 1966 zum Flottillenadmiral befördert, kehrte Thomsen nach Paris zurück und wurde dort Leiter deutscher Vertreter beim Special Committee der NATO. Gleichzeitig war er Leiter der Deutschen Delegation der Nuklearen Planungsgruppe. Am 1. Oktober 1966 erfolgte Thomsens Versetzung zum NATO-Kommando SHAPE, wo er die Funktion des nationalen deutschen Vertreters ausübte. In den letzten beiden Jahren seiner Dienstzeit war Thomsen vom 1. April 1970 bis 31. März 1972 Kommandeur der Marinedivision Nordsee, um am 1. April 1972 in den Ruhestand versetzt zu werden. Er war Inhaber des Großen Bundesverdienstkreuzes.